# Rivesville
Rivesville és una població dels Estats Units a l'estat de Virgínia de l'Oest. Segons el cens del 2000 tenia 913 habitants.

## Demografia
Segons el cens del 2000, Rivesville tenia 913 habitants, 400 habitatges, i 268 famílies. La densitat de població era de 618,4 habitants per km².
Dels 400 habitatges en un 24,8% hi vivien nens de menys de 18 anys, en un 52% hi vivien parelles casades, en un 11% dones solteres, i en un 33% no eren unitats familiars. En el 30,8% dels habitatges hi vivien persones soles el 19,3% de les quals corresponia a persones de 65 anys o més que vivien soles. El nombre mitjà de persones vivint en cada habitatge era de 2,28 i el nombre mitjà de persones que vivien en cada família era de 2,8.
Per edats la població es repartia de la següent manera: un 19,1% tenia menys de 18 anys, un 7,6% entre 18 i 24, un 25% entre 25 i 44, un 27,8% de 45 a 60 i un 20,6% 65 anys o més.
L'edat mediana era de 44 anys. Per cada 100 dones de 18 o més anys hi havia 83,8 homes.
La renda mediana per habitatge era de 25.700 $ i la renda mediana per família de 35.417 $. Els homes tenien una renda mediana de 26.875 $ mentre que les dones 19.063 $. La renda per capita de la població era de 14.085 $. Entorn del 16,4% de les famílies i el 19,9% de la població estaven per davall del llindar de pobresa.

## Poblacions més properes
El següent diagrama mostra les poblacions més properes.